# أدريان بونيت
أدريان بونيت (بالفرنسية: Adrien Bonnet)‏ (و. 1820 – 1884 م) هو سياسي، من فرنسا، ولد في بوردو، توفي عن عمر يناهز 64 عاماً.

## مناصب
تولى منصب عضو الجمعية الوطنية الفرنسية.